# Triệu chứng thực thể
Triệu chứng là một chỉ dẫn khách quan
về một rối loạn đặc biệt, được phát hiện bởi bệnh nhân hoặc bất kỳ ai, đặc biệt là bác sĩ, trước hoặc trong khi thăm khám. Ví dụ, dị cảm kiến bò là một triệu chứng cơ năng (chỉ có bệnh nhân mới có thể trải nghiệm trực tiếp cảm giác kiến bò đó), còn ban đỏ là một triệu chứng thực thể (bất kỳ ai cũng có thể xác nhận rằng da bệnh nhân ửng đỏ hơn bình thường). Triệu chứng cơ năng và triệu chứng thực thể thường là không đặc hiệu, nhưng sự kết hợp nhiều triệu chứng sẽ gợi ý đến một chẩn đoán nhất định, giúp thu hẹp phạm vi chẩn đoán. Đôi khi có những triệu chứng đặc hiệu đến mức đặc trưng cho một bệnh cụ thể, cho phép chẩn đoán chắc chắn được bệnh đó.
Có những triệu chứng thực thể không ảnh hưởng đến bệnh nhân, thậm chí bị bỏ qua, nhưng lại có giá trị chẩn đoán cao.
Cần phân biệt triệu chứng thực thể (sign) và triệu chứng cơ năng (symptom). Triệu chứng thực thể là dấu hiệu khách quan có thể quan sát được. Một khối u sờ được bằng tay, vùng mô tấy đỏ  là những ví dụ về triệu chứng thực thể. Triệu chứng cơ năng có tính chủ quan, chỉ bệnh nhân cảm nghiệm được. Chóng mặt, đau, ớn lạnh là những ví dụ về  triệu chứng cơ năng.
Những ví dụ về triệu chứng thực thể như là tăng huyết áp, ngón tay dùi trống (gợi ý đến bệnh phổi, tim, gan hoặc những bệnh khác), dáng đi thất điều, đục rìa giác mạc.